# 迟海滨
迟海滨（1931年6月—），山东黄县人，中华人民共和国政治人物。

## 生平
1949年至1950年在东北财政专门学校学习。1950年至1954年任东北财政部（后改东北财政局）科员。1954年至1968年，任财政部经建司副科长、副处长。1956年8月，加入中国共产党。1968年至1975年，任财政部财政业务组企业财务小组副组长，财政部工交司副处长。1975年至1982年，任财政部工交司负责人、副司长。1982年，任中华人民共和国财政部副部长、党组副书记。后担任全国人民代表大会财政经济委员会副主任委员。1998年3月，第九届全国人大第一次会议上，他当选全国人民代表大会常务委员会委员。